# Médaille Price
Pour les articles homonymes, voir Price.
La médaille Price est une médaille de la Royal Astronomical Society, pour des recherches d'un mérite exceptionnel en géophysique de la Terre solide, en océanographie ou en sciences planétaires. La médaille porte le nom d'Albert Thomas Price (en). Elle a été décernée pour la première fois en 1994 et était initialement donné tous les trois ans. En 2005, elle est passée à tous les deux ans, et à partir de 2014, elle est décernée chaque année.

## Lauréats
- 1994 John Arthur Jacobs (pt)
- 1997 Catherine Constable
- 2000 Jean-Louis Le Mouël (en)
- 2003 Y. Kaminde
- 2005 Gillian Foulger (en)
- 2007 Andrew Jackson
- 2009 Malcolm Sambridge
- 2011 Roger Searle
- 2013 Kathryn Whaler (en) [2]
- 2014 Seth Stein
- 2015 John Brodholt [3]
- 2016 John Tarduno [4]
- 2017 Richard Holme
- 2018 Stuart Crampin
- 2019 Catherine Johnson
- 2020 Phil Livermore
- 2021 Émilie Brodsky

## Voir également
- Liste de prix d'astronomie (en)
- Liste de géophysiciens (en)
- Liste de prix de géophysique (en)